# Nový Dvůr (Nová Ves u Chotěboře)
Nový Dvůr (německy Neuhof) je malá vesnice, část obce Nová Ves u Chotěboře v okrese Havlíčkův Brod. Nachází se asi 2 km na severozápad od Nové Vsi u Chotěboře. V roce 2009 zde bylo evidováno 25 adres. V roce 2001 zde trvale žilo 36 obyvatel.
Nový Dvůr leží v katastrálním území Nová Ves u Chotěboře o výměře 12,42 km2.

## Osobnosti
- Jaroslav Fidra (1909–1982), architekt

## Galerie

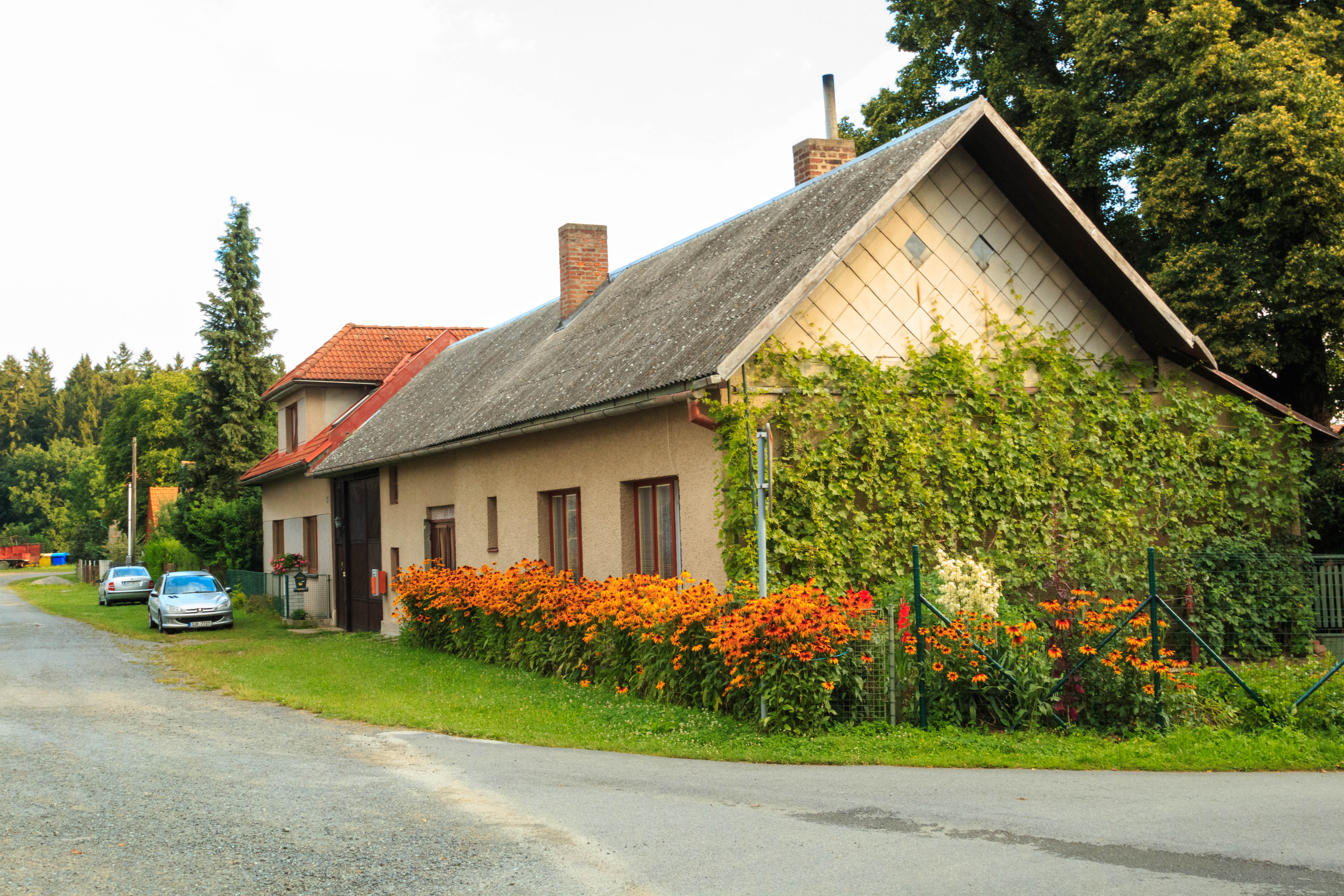
Nový Dvůr č. 5
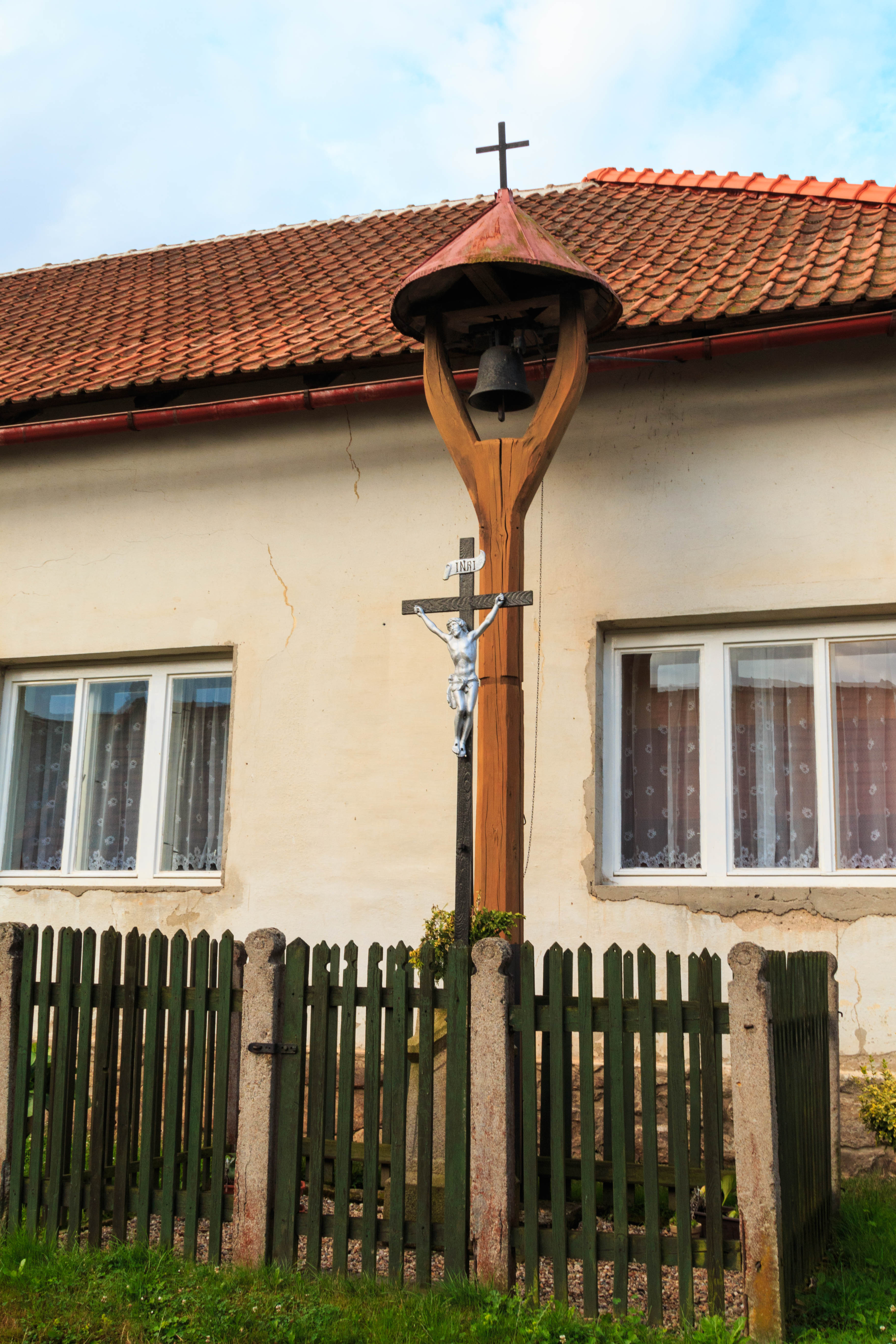
Nový Dvůr zvonička
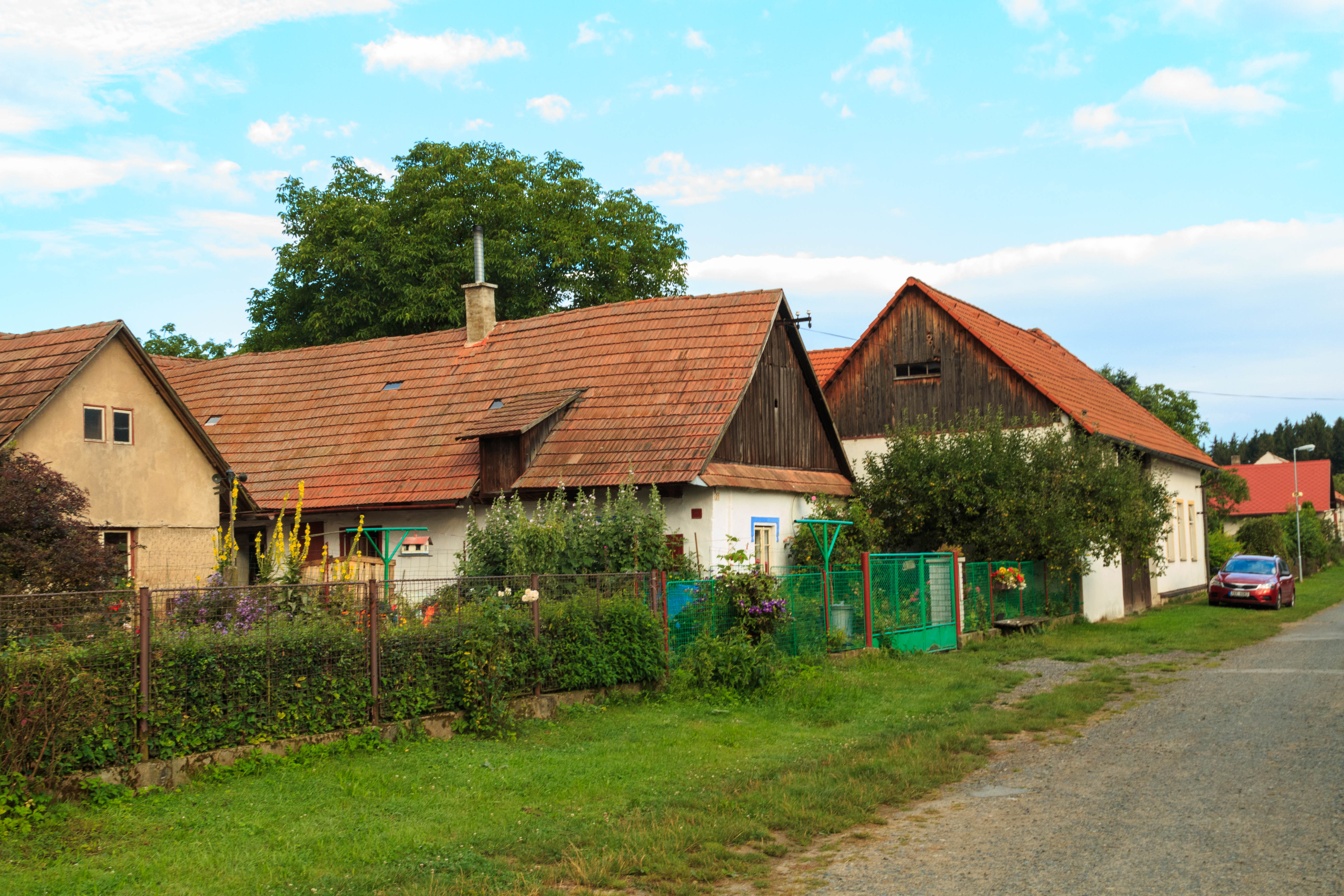
Nový Dvůr čp. 21
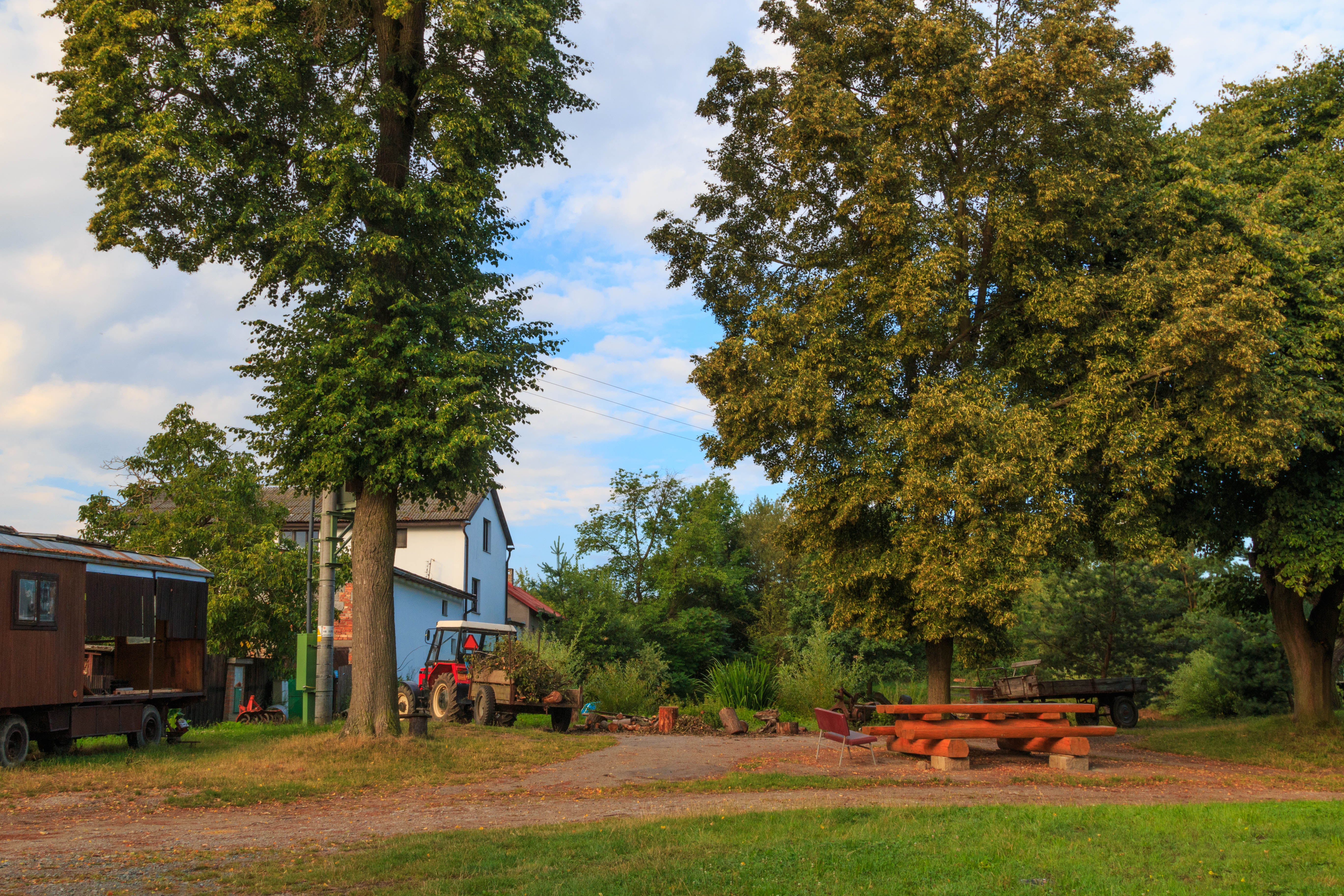
Nový Dvůr lavičky